# 一色義直 (幸手一色氏)
一色 義直（いっしき よしなお）は、戦国時代から江戸時代前期にかけての武将、交代寄合・大身旗本。一色氏の庶流幸手一色家の一族。
幸手一色家当主が代々名乗った「八郎」「宮内大輔」を称する。越相一和によって古河公方足利義氏が古河城に帰還した永禄12年（1569年）以後に家督を継承するが、公方家は北条氏照の支配下に置かれ、氏照によって重用された幸手一色家庶流の一色氏久が家中の要職に就くと、嫡流の義直は次第に公方家の中枢から遠ざけられるようになる。こうした事情からか、豊臣秀吉による北条氏制圧戦（小田原征伐）が始まると義直は、岩付城を攻略していた豊臣軍の浅野長吉に内通した。
天正19年（1591年）、豊臣秀吉の命により関東を支配することとなった徳川家康に義直は仕え、幸手5,160石を支配する大身旗本となり、旗本幸手一色家の祖となった。
慶長年間初頭に隠居し、家督は嫡男の照直が継いだ。関ヶ原の戦いの後、養老料として1,000石を賜る。慶長12年（1607年）、照直が嗣子がないまま病死した。そのため、義直は再び家督に復し、嗣子となるべき血族を探し養うよう幕府より恩命を受け、義直の娘と旗本の杉浦忠次郎直為の間に生まれた長子・吉十郎を養子とし直氏と名付けた。ただし、義直の養老料、照直の加恩分は収公された。
慶長19年、大坂の陣では、伏見城を守備した。また、照直の代の1601年に知行を下総国相馬郡木野崎村に移されたため、幸手を離れている。